# Liparophyllum congestiflorum
Liparophyllum congestiflorum là một loài thực vật có hoa trong họ Menyanthaceae. Loài này được (F. Mueller) Tippery & Les mô tả khoa học đầu tiên năm 2009.